# Донигол (Пенсилванија)
Донигол (енгл. Donegal) град је у америчкој савезној држави Пенсилванија.

## Демографија
По попису из 2010. године број становника је 120, што је 45 (-27,3%) становника мање него 2000. године.
| Група             | 2000.       | 2010.       |
| Белци             | 163 (98,8%) | 119 (99,2%) |
| Афроамериканци    | 0 (0,0%)    | 0 (0,0%)    |
| Азијати           | 0 (0,0%)    | 1 (0,8%)    |
| Хиспаноамериканци | 0 (0,0%)    | 0 (0,0%)    |
| Укупно            | 165         | 120         |